# واد سقان
قرية واد سقان هي بلدية تقع في ولاية ميلة تحدها بلدية وادي العثمانية شمالاً وبلدية التلاغمة جنوباً وأولاد حملة شرقاً. تأسست زمن الفترة الاستعمارية وقد سكنها مهاجرون وافدون من مقاطعة سانت لوران وميتز. 
وقد كانت تتبع إدارياً بلدية واد العثمانية، ثم أصبحت بلدية بعد التقسيم الثاني لمقاطعة فرنسا سنة.